# Hanna Zakhari
Hanna Zakhari rozená Rybnicky (* 1. června 1946 Brno) je česko-německá emigrantka činná ve společenských aktivitách německé menšiny v Česku a mezinárodní spolupráci mezi Brnem a Stuttgartem.

## Život
Narodila se 1. června 1946 v Brně. Její matkou byla tehdy asi 34letá Zuzana (Suse) Pokorná, otcem její partner, někdejší novinář a později maloobchodník Karel Ribnicky. Oba patřili před 2. světovou válkou k brněnským sociálním demokratům a antifašistům, ač oba německé národnosti, otec ještě před válkou přijal československé občanství. Za protektorátu se rodiče kvůli Ribnického občanství nemohli vzít. V době osvobození bydleli ve Starém Lískovci na okraji Brna. Pokorná byla po válce koncem května 1945 na základě udání zařazena do tzv. brněnského pochodu smrti, z nějž se díky propustce s odvoláním na druhovo občanství hned počátkem června vrátila. Skončila však v internačním táboře Maloměřice-Borky pro německy mluvící obyvatelstvo, kam nastoupila krátce po otěhotnění. Později získala občanství a mohla zůstat v Československu.
Hanna Zakhari kvůli kontaktům s příbuznými v Západním Německu a nevstoupení do Pionýra nesměla studovat ani střední školu. V roce 1964, ve věku 18 let, při návštěvě svých prarodičů v Německu emigrovala. Rodiče ji o 4 roky později následovali. Vystudovala Obchodní akademii Bádenska-Württemberska ve Stuttgartu a poté pracovala v personálním oddělení mezinárodní společnosti.
Po sametové revoluci se Zakhari vrátila do vlasti, patnáct let se soudila o navrácení zabaveného rodinného domku, do Brna několikrát ročně cestovala. Veřejně se angažovala a po odchodu do důchodu se v roce 2008/2009 stala předsedkyní Německého kulturního spolku region Brno, jehož aktivity významně rozšířila. V roce 2022 ji v předsednictví spolku vystřídala Eleonore Jeřábková.
Za svoji činnost byla v roce 2015 vyznamenána Cenou Wenzela Jaksche a za rok 2020 také Cenou města Brna v oblasti mezinárodní spolupráce. v roce 2023 Záslužným řádem Spolkové republiky Německo.